# Nagari Simpang Tonang
Nagari Simpang Tonang is een bestuurslaag in het regentschap Pasaman van de provincie West-Sumatra, Indonesië. Nagari Simpang Tonang telt 10.219 inwoners (volkstelling 2010).